# Johann Froben
 (mars 2019).
Si vous disposez d'ouvrages ou d'articles de référence ou si vous connaissez des sites web de qualité traitant du thème abordé ici, merci de compléter l'article en donnant les références utiles à sa vérifiabilité et en les liant à la section « Notes et références ».

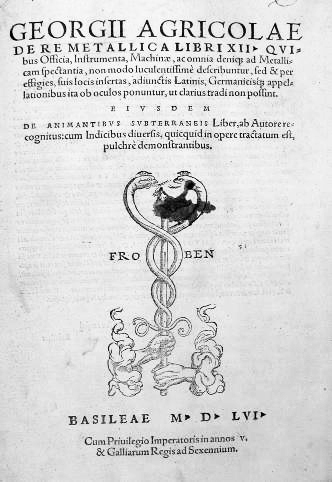
La marque d'imprimeur de Johann Froben sur ce colophon du « De re metallica » d'Agricola.

Johann Froben (forme latinisée : Johannes Frobenius), dit aussi en français Jean Froben, né vers 1460 à Hammelburg (Franconie) et mort le 27 octobre 1527 à Bâle, est un imprimeur et éditeur bâlois.

## Biographie
Après avoir terminé sa carrière universitaire à l’université de Bâle, où il fit la connaissance du grand imprimeur Johann Amerbach (vers 1440-1513), il devint, en 1490, citoyen de cette ville et y fonda vers 1491 son imprimerie qui fut bientôt connue dans toute l’Europe pour son soin et pour son goût. Toujours en 1491 il imprime la première Bible en format in-octavo. En 1500, il se maria avec Gertrude Lachner, dont Farel disait qu’elle avait plus de théologie qu’Érasme, fille du libraire Wolfgang Lachner, qui devint son associé. Il imprima les Biblia integra : summata : distincta: sup[er]eme[n]data vtriusq[ue] testame[n]ti [con]corda[n]tijs illustrata. D’autres travaux importants suivirent, entre autres en 1516 le Nouveau Testament grec Novum Instrumentum omne, diligenter ab Erasmo Rot. Recognitum et Emendatum, dont le texte avait été établi et traduit du latin par l’humaniste Érasme de Rotterdam, dont il devint un grand ami. Il travailla en société avec Johannes Petri (1441-1511).
Érasme, d’ailleurs, non seulement lui fit imprimer ses propres travaux, mais dirigea ses éditions de Jérôme, Cyprien, Tertullien, Hilaire de Poitiers et Ambroise. C’est son édition du Novum Testamentum traduit en latin et émendé par Érasme (1519) qui fut utilisée par Martin Luther pour sa traduction.
Frobenius a fait appel à Hans Holbein le Jeune, alors inconnu, pour illustrer les éditions des Pères grecs, qu’il projetait d’éditer. Mort avant d’avoir pu mener ce projet à bien, celui-ci fut très vraisemblablement exécuté par son fils Jérôme Froben (1501-1563) et son beau-fils Nicolas Episcopius.
Son travail à Bâle a fait de cette ville le centre principal de l’édition d’ouvrages en allemand, au XVIe siècle. Il existe une lettre d’Érasme, écrite l’année où mourut Frobenius, et qui résume de sa vie et donne un aperçu de ce qu’il était ; Érasme y signale qu’il avait eu plus de chagrin à la mort de son ami que s’il avait perdu son propre frère, ajoutant que tous les apôtres de la science devaient porter le deuil. La lettre se termine par une épitaphe en grec et en latin.
Son fils Hieronymus Froben (Jérôme) et ses petits-enfants perpétuèrent l’entreprise.
Son nom a été donné à une école, le Gymnasium Frobenius, à Hammelburg.

## Sources
- (de) Cet article est partiellement ou en totalité issu de l’article de Wikipédia en allemand intitulé « Johann Froben » (voir la liste des auteurs).

- (en) Cet article est partiellement ou en totalité issu de l’article de Wikipédia en anglais intitulé « Johann Froben » (voir la liste des auteurs).